# Intelligibilità (filosofia)
Nella filosofia, l'intellegibilità è una proprietà di ciò che può essere compreso con la mente umana, in opposizione a ciò che è colto coi cinque sensi del corpo umano. Platone si riferiva al regno intelligibile della matematica, delle forme, dei principi primi, della deduzione logica e del metodo dialettico. 
Secondo Cartesio, la mente che pensa se stessa non necessita di immagini visive, impressioni sui sensi o più in generale di cause materiali per avere un contenuto proprio: la mente possiede delle idee innate e idee fattizie, formatesi a partire dalle idee innate, che non sono idee avventizie (non provengono da una realtà esterna al pensiero). Kant sostenne tesi simili sulla conoscenza a priori, pretendendo che essa fosse indipendente dal contenuto dell'esperienza.

## Utilizzo
Gli oggetti o concetti che presentano intelligibilità sono chiamati intellegibili. Ne sono esempi i numeri, le figure geometriche, le leggi fisiche, le formule e le reazioni chimiche, il principio di non contraddizione e degli indiscernibili, il sillogismo e le leggi della logica, le note musicali, uno schema metrico e le figura retoriche.
Secondo Aristotele, sovente, l'intellegibile è colto a partire dal sensibile mediante un processo di astrazione.
L'Analogia della linea divisa e quella della seconda navigazione spiegano la differenza tra il mondo sensibile (che è visibile) e il mondo intellegibile (che è invisibile).
Dio, da Hegel e dagli idealisti tedeschi inteso come l'Assoluto è solo parzialmente intellegibile, l'idea di una realtà incondizionata che trascende l'esistenza limitata, finita e condizionata del quotidiano. Sono parzialmente intellegibili anche le nozioni collegate di Causa prima, henosis e Uno.